# Danuta Witkowska
Danuta Witkowska – polska chemik, dr hab. nauk chemicznych, profesor uczelni na Wydziale Nauk o Zdrowiu Uniwersytetu Opolskiego.

## Życiorys
W 2004 ukończyła studia ochrony środowiska na Uniwersytecie Opolskim. W 2012 r. obroniła rozprawę doktorską pt. Specyfika oddziaływań jonów Cu(II) i Ni(II) z fragmentami chaperonów niklowych, której promotorem był prof. Henryk Kozłowski. Stopień doktora habilitowanego uzyskała w 2022 r. za pracę pt. Termodynamika oddziaływań białek i peptydów w kontekście chorób ludzkich. Objęła stanowisko profesora uczelni na Wydziale Nauk o Zdrowiu Uniwersytetu Opolskiego.
Jest członkiem Polskiego Towarzystwa Chemicznego, była też członkiem Polskiego Towarzystwa Biochemicznego.